# آثار نهر الكلب
يوجد على ضِفاف نهر الكلب العديد من الأثار والنُصب التي تَشهد لحقبات مختلفة من تاريخ الساحل الشرقي للبحر الأبيض المتوسط ولتاريخ المنطقة التي تؤلف لبنان الحديث. تشمل الآثار 23 نصب تذكاري منحوت في الحجر الجيري حول مَصّب نهر الكلب، تعود لأحداث مرت ما بين الألفية الثانية ما قبل الميلاد وحتى القرن العشرين. كما يوجد ساعة شمسية وتمثال مهدم لكلب مجهول.
تشمل النقوش ثلاث مسلات مكتوبة بالهيرغليفية المصرية من الفراعنة المصريين من بينها رمسيس الثاني، و6 لوحات مسمارية من عَصر الآشورين والبابلين ومنهم آسرحدون، ونبوخذ نصر الثاني، ونقوش رومانية وبابلية، وكتابات عربية من السلطان اللملوكي برقوق، والأمير الدرزي فخر الدين المعني الثاني، ونصب تذكاري يعود إلى نابليون الثالث بدخوله إلى لبنان سنة 1860، وأُخرى عن استقلال لبنان عن فرنسا سنة 1943. لذلك يُلخص هذا المكان تاريخ لبنان في مكان واحد.
أول أوروبي تعرف على المكان في القرن السابع عشر هو الرحالة هنري ماندرل سنة 1697. وأول مُترجم للنصوص المنقوشة كان فرانز هاينريش سنة 1922.

## النصب
وذكرت عالمة الأثار الهولندية، جينا ليندرنك أن الفرعون رمسيس الثاني هو أول من نقش نصب على ضفاف نهر الكلب كذكرى لانتصاره في معركة قادس. وقائمتها للنصب تشمل:
- نصب الفرعون رعمسيس الثاني (1279 ق.م - 1213 ق.م) يمثل الفرعون يقتل أسيرا أمام الإله بتاح. وقد محاه الفرنسيين عام 1861 ليضعوا مكانه نصبا لحملتهم لإنهاء نزاع الموارنة والدروز عام 1860.
- نصب الإله رع - هوراختي الفرعوني (1276 م) ممحى النص الهلوغريفي لكن يوجد صورة رعمسيس الثاني يتسلم عصى الانتصار من الإله وهو يقبض على أسير راكعا أمامه.
- نصب الإله أمون - رع (1270 م) مواجها رعمسيس الثاني الذي ينقض على أحد الأسرى.
- نصب أشوري أقيم خلال الألف الأول ما قبل المسيح وهو مؤلف من نصبين مصورين دون كتابة جنبا إلى جنب يشهدان على السيطرة الأشورية على المنطقة. كما هناك دلائل على وجود نصب أشوري آخر مفقود يمثل ملكا أشوريا إلا أن الإهمال أضاع أثاره بالكامل.
- نصب آشوري غير مؤرخ لكن من المرجح أنه أشيد خلال القرن الأول ما قبل المسيح. ويبدو فيه شخص أشوري رافعا يده اليمنى ضمن إطار على شكل قوس.
- نصب أشوري على شكل قوس وضمنه شخص أشوري يرفع يده اليمنى ويمسك بألأخرى سيفا ويقف أمام أشكال إلاهية.
- نصب الملك أسرحدون (681 ق.م - 669 ق.م) الأشوري مؤلف من 35 سطرا مسماريا وصورة للملك رافعا يده اليمنى وحاملا لسيف بيده اليسرى مواجها لأشكال إلاهية داخل إطار على شكل قوس.
- لوحة نبوخذ نصر (605 ق.م - 562 ق.م) موقعها على الضفة الشمالية للنهر وعليها نقش بابلي يظهر نبوخذ نصر قرب شجرة أرز متصديا لأسد.
- نصب الملك كركلا (210 م - 217 م) مكتوب باللتينية من ثمانية أسطر تمجيدا لتوسعة الطريق بواسطة الفرقة الثالثة الرومانية الغالية.
- نصب الحاكم بروكلوس (382 م - 383 م) المؤلف من 12 سطرا باليونانية ويشير إلى أعمال إنشاء طريق إلى المنحدر من قبل بروكوليس والي بيروت كما يتضمن النص إشارة إلى طقوس وثنية متبعة في مهبد هليوبولس (بعلبك).
- نصب مملوكي للسلطان برقوق (1382 م - 1399 م) وهو نقش عربي من خمسة أسطر بالخط النسخي يذكر ببناء جسر بالفرب منه. أنجزه سيف أبو العزائم أيطميش البجاسي أتاب العسكر عند برقوق.
- نصب الأمبراطور نابليون الثالث (1860 - 1861) يتألف من 14 سطرا يذكر أسماء الكتائب التي شاركت في حملة إنهاء الصراع بين الدروز والموارنة. وهو أقيم مكان نصب رعمسيس الثاني.
- نصب نعوم باشا (1892 - 1209) موقعه على الجسر القديم الذي أعيد تشييده أايم متصرفية جبل لبنان. وهناك نص يقول: «لقد شيّد هذا الجسر في ظل سلطان البرين وخاقان البحرين السلطان ابن السلطان الغازي عبد الحميد خان الثاني في عهد صاحب الدولة نعوم باشا متصرّف جبل لبنان».
- نصب دخول سوريا (1918 م) مؤلف من 10 أسطر بالإنكليزية يذكر بدخول الحلفاء وقوات الملك حسين إلى دمشق وحمص وحلب. وعدل هذا النص عام 1930 لإضافة اسم فرنسا.
- نصب دخول لبنان (1918 م) مؤلف من 7 أسطر بالإنكليزية يذكر بدخول اللواء 21 التابع للحلفاء إلى بيروت وطرابلس عن طريق فلسطين عام 1918.
- نصب الجنرال غورو (1920) من 22 سطرا بالفرنسية الذي يمجد دخول الفرنسيين إلى دمشق بعد معركة ميسلون.
- لوحة تحرير لبنان وسوريا (1941) مؤلفة من 10 أسطر باللغة الإنكليزية. وتذكر أن الفيلق الأسترالي احتل الدامور والفرق الأسترالية والهندية احتلت دمشق من أجل حرية لبنان وسوريا.
- نصب سكة الحديد (1942) مؤلف من 11 سطرا ومكتوب بالإنكليزية ويذكر «تمّ تدشين هذه اللوحة التذكارية في 20 كانون الأول 1942 بحضور رئيس الجمهورية الللبنانية آنذاك ألفريد نقاش، وهي تذكّر بانتهاء أعمال خط سكة الحديد حيفا – بيروت – طرابلس التي قامت بها الشركة الأسترالية لبناء سكك الحديد».
- نصب جلاء الجيوش الأجنبية (1946) مؤلف من 5 أسطر بالعربية تحت رسمة شجرة الأرز. وضعت بعهد الرئيس بشارة الخوري وتقول: «في 31 كانون الأول 1946 تم جلاء جميع الجيوش الأجنبية عن لبنان في عهد فخامة الشيخ بشارة خليل الخوري رئيس الجمهورية».
- نصب ذكرى تحرير الجنوب (2000) مؤلف من 4 أسطر بالعربية تحت شجرة أرز لبنانية وتقول: «في 24 أيار سنة 2000 بزغ فجر التحرير في عهد فخامة رئيس الجمهورية العماد إميل لحود».

## نُصب أخرى
- نصب الجندي الفرنسي المجهول (1919-1927) وهو نصب من الحجارة الصفراء شيد في ذكرى 3009 قتيل فرنسي قضوا في بلاد المشرق. وحفر عليه: «لمجد الجيش الفرنسي للمشرق والمفرزة البحرية لسوريا». ونقل هذا النصب إلى منطقة نهر الكلب عام 1960 من موقعه الأساسي في بيروت.
- قاعدة تمثال نهر الكلب وهي قاعدة لتمثال مجهول محفورة في الصخر في أعلى الجبل. وتقول الأسطورة أن التمثال كان لكلب ينبح عند قروب الأعداء ودمره العثمانيون ورموه في البحر. وروايات أخرى تقول أنه قاعدة لتمثال أبو الهول.
- الساعة الشمسية وهي موجودة في أعلى الجبل ولا معلومات حول إنشائها أو الهدف منها. تتألف من لوحين مربعين يبعدان عدة أمتار عن بعضهما.